# 盛如梓
盛如梓（？—？），號庶齋。元代衢州（今屬浙江）人。
生卒年不詳。元朝大德年間，以薦授出京擔任嘉定州学教授，迁衢州（今浙江衢县）路学教授，以崇明州（今屬上海）判官致仕。著有《庶齋老學叢談》三卷。有詩集，但未見傳本。《元詩選·癸集》存其詩1首。